# Futbol Sala Sant Sadurní
INTRODUCCIÓ
Tot i que l’objectiu principal d’aquest text és repassar la història del FUTBOL SALA SANT SADURNÍ, al llarg d’aquests 25 anys també farem referència a altres clubs del poble que han estat essencials perquè moltes pàgines d’aquesta història s’haguessin pogut escriure. A tots ells, els hi devem bona part del que avui som com a club.
ABANS DE L’ANY 2000
Durant la dècada dels anys 90, a Sant Sadurní va agafar embranzida la lliga d’hivern i el campionat d’estiu de futbol sala, que, a falta d’un pavelló cobert, es disputaven en una pista exterior situada a l’emplaçament de l’actual Pavelló Municipal.
Aquests campionats tenien un caràcter eminentment amateur i local, tot i que de manera esporàdica hi participava algun equip de les rodalies. La majoria d’equips duien el nom d’establiments comercials de Sant Sadurní, ja que eren aquests qui assumien les despeses d’inscripció, arbitratges i també finançaven les samarretes amb què es jugava.
Cap a finals dels 90, sota el nom del comerç Mel i Menta, un grup d’amics d’entre 18 i 19 anys —majoritàriament provinents del futbol camp— van començar a participar en aquests campionats locals, destacant ràpidament com un equip capdavanter. Mel i Menta era un petit comerç de productes ecològics situat al Carrer Barcelona i regentat per la Maribel Vela, mare d’en David Vilomara, porter d’aquell equip i una de les ànimes que va impulsar aquest projecte.
Ambiciós i inquiet, aquest grup va començar a plantejar-se la possibilitat de jugar en una lliga federada organitzada per la Federació Catalana de Futbol.
Un altre fet destacat d’aquella època és la fundació, l’any 1999, de l’Associació Esportiva l’Esquitx, impulsada pel Toni Lago i l’Olga Gallardo, una entitat dedicada a fomentar la pràctica esportiva des de les edats més primerenques. D’aquest club en parlarem en diverses ocasions al llarg de les diferents temporades, perquè, com hem comentat, gran part de la història del FUTBOL SALA SANT SADURNÍ està estretament lligada a altres entitats del poble.  
DEL 2000 AL 2004
Fruit de l’afició creixent pel futbol sala al poble, l’any 2000 no neix un sol club, sinó dos projectes federats: per una banda, l’Associació Esportiva Mel i Menta, i per l’altra, la secció de futbol sala del Club Esportiu Noia Freixenet, entitat històrica vinculada tradicionalment a l’hoquei patins.
Tots dos conjunts sorgeixen del planter de jugadors que havien destacat en les lligues locals dels anys 90. La majoria d’ells eren joves d’entre 20 i 22 anys, amb ganes de fer un pas més enllà i competir de manera oficial.
En el cas de l’AE Mel i Menta, el club es constitueix formalment el 10 de juliol de 2000. N’és escollit primer president Pere Vilomara, pare d’en David Vilomara i marit de Maribel Vela, propietària de l’establiment Mel i Menta, autèntic origen sentimental i simbòlic de l’equip. La resta de la primera junta directiva la formen els propis jugadors: David Vilomara, Manel Caliz, Sergi Fernández, Joan Agüera, Sergio Lázaro, Òscar Lorente i Oriol Escala.
Des de la seva fundació, la rivalitat esportiva entre el Mel i Menta i el CE Noia es fa evident. Tots dos equips competeixen des de la base, i això dona vida a un nou dinamisme dins el futbol sala sadurninenc.
Els èxits arriben ben aviat. L’AE Mel i Menta aconsegueix tres ascensos consecutius en les seves tres primeres temporades:
- 2000-2001: 3a divisió (ascens a 2a divisió B)
- 2001-2002: 2a divisió B (ascens a 2a divisió A)
- 2002-2003: 2a divisió A (ascens a 1a divisió)
- 2003-2004: 1a divisió (permanència assolida)

Per la seva banda, el CE Noia Freixenet també demostra un gran nivell, amb tres ascensos en quatre anys:
- 2000-2001: 3a divisió (ascens a 2a divisió B)
- 2001-2002: 2a divisió B (ascens a 2a divisió A)
- 2002-2003: 2a divisió A (permanència)
- 2003-2004: 2a divisió A (ascens a 1a divisió)

Una figura clau en aquesta primera etapa és la de Jose Lorente, qui assumeix el rol d’entrenador de l’AE Mel i Menta durant les seves quatre primeres temporades, aportant continuïtat i criteri tècnic a un grup amb molt talent però encara en formació.
Pel que fa a la indumentària, els colors del club són groc i verd com a equipació principal, i el blanc com a segona.
L’impacte d’aquests èxits i del creixement del futbol sala federat al poble posa de manifest una necessitat urgent: un pavelló municipal. L’any 2003 comença finalment la seva construcció, justament al mateix espai on, durant tants anys, s’havien disputat els partits a l’aire lliure. Durant les obres, la pista descoberta es reubica provisionalment al costat del camp de futbol, mantenint viva l’activitat i l’ambient esportiu del poble.        
DEL 2004 AL 2007

#### TEMPORADA 2004-2005
Després d’un període d’èxits entre 2000 i 2004, el club viu un canvi de cicle important. Aquestes primeres quatre temporades han estat plenes d’ascensos i moments destacats, però també han suposat un gran esforç per consolidar el futbol sala federat a la capital del cava.
L’equip comença a patir algunes baixes, però molts dels jugadors que es queden mantenen la il·lusió i la motivació. Sobresurt en aquesta etapa la figura d’en Manel Caliz, que rep el suport de persones clau com en Rubén de Cuevas.
En aquest context, es produeix un relleu a la junta directiva, que passa a estar encapçalada per Aranzazu López Calvo com a presidenta, i Sónia González com a vicepresidenta, dues persones molt implicades i que, alhora, són les dones d’en Manel Caliz i Rubén de Cuevas, respectivament.
El 13 de juny de 2004, en una Assemblea General Extraordinària, la nova junta aprova una modificació important: la denominació social del club canvia a Club Futbol Sala Sant Sadurní, mantenint però intacta l’essència i la identitat que el defineix.
És fonamental destacar aquesta data, ja que oficialment el club es coneix com a Futbol Sala Sant Sadurní des del 13 de juny de 2004. Tot i això, l’origen i la identitat fiscal provenen del 10 de juliol de 2000, quan es va constituir l’AE Mel i Menta. Per això, a l’hora de comptabilitzar anys, hi ha diverses opinions: hi ha qui considera que el club fa 21 anys el 2025, i qui reivindica els 25 anys. En tot cas, és un debat que reflecteix la riquesa i complexitat de la seva història.
També hi ha un canvi important en els colors: la nova samarreta és blanca amb pantalons blaus, imatge que serà distintiva en els anys següents.
A la banqueta, Josep Anton Milà assumeix el lideratge tècnic d’un equip jove però amb moltes ganes de continuar competint. Amb el pavelló municipal encara en construcció, l’equip juga les seves partits a la pista descoberta, al costat del camp de futbol.
La temporada s’obre amb un derbi sadurninenc que mobilitza la gent del poble: el partit entre el Futbol Sala Sant Sadurní i el CE Noia acaba amb victòria local per 3 a 2, un exemple del bon nivell i la intensitat d’aquesta rivalitat esportiva.
Durant tota la temporada, ambdós conjunts aconsegueixen mantenir la categoria, consolidant la seva presència a les divisions superiors.
Un altre fet destacat és la federació del primer equip de base de l’AE l’Esquitx, que aquest any insereix un equip infantil amb jugadors com en Pol Urpí i en Sergi Quintana, noms que més endavant tindran un pes important en el futbol sala sadurninenc.  

#### TEMPORADA 2005-2006
L’estiu del 2005 es viurà un moment molt esperat i important per al futbol sala sadurninenc: la inauguració del nou pavelló municipal. A partir d’aquell moment, el club podrà jugar els seus partits oficials en unes instal·lacions modernes i adaptades, un gran salt qualitatiu que marcarà el futur del club.
En paral·lel, però, es produeix un fet extern que afectarà la configuració esportiva local: la desaparició del CE Noia de futbol sala. Aquesta notícia sacseja l’escena local i deixa un buit en la competició sadurninenca.
Poc després, es fa un moviment estratègic: es compra la plaça del Club Futbol Sala Pavisa de Badalona a la 1a Nacional B (actualment coneguda com a 3a Nacional), i la seu de l’entitat es trasllada a Sant Sadurní. Aquesta nova entitat, que juga aquella temporada al recent inaugurat pavelló municipal, manté una plantilla molt semblant a la del desaparegut CE Noia. Tot i això, no aconsegueix evitar el descens a Territorial Catalana.
Mentrestant, el Futbol Sala Sant Sadurní competeix a 1a Catalana i protagonitza una temporada excel·lent que culmina amb l’ascens a Divisió d’Honor Catalana, consolidant-se així en categories més altes i demostrant la solidesa del projecte.    

#### TEMPORADA 2006-2007
El Futbol Sala Sant Sadurní debuta a la Divisió d’Honor Catalana, la categoria més alta on havia competit fins aquell moment. En la seva primera temporada a la nova divisió, l’equip aconsegueix una merescuda permanència, consolidant-se i adaptant-se al nou repte.
Mentrestant, la situació del Club Futbol Sala Pavisa és molt més complicada. Després de baixar a Territorial Catalana la temporada anterior, el club pateix un nou descens, aquest cop a Divisió d’Honor Catalana. Així, la temporada següent coincidirà a la mateixa categoria que el FS Sant Sadurní, mantenint viu el dinamisme i la rivalitat en el futbol sala sadurninenc.
Aquestes són les classificacions dels clubs locals en els últims anys:
FS SANT SADURNÍ:
- 2004-2005: 1a divisió (permanència)
- 2005-2006: 1a divisió (ascens a Divisió     d’Honor Catalana)
- 2006-2007: Divisió d’Honor (permanència)

CE NOIA:
- 2004-2005: 1a divisió (permanència)

CFS PAVISA:
- 2005-2006: 1a Nacional B (descens a     Territorial Catalana)
- 2006-2007: Territorial Catalana (descens a     Divisió d’Honor Catalana)

DEL 2007 AL 2013

#### TEMPORADA 2007-2008
Al final de la temporada 2006-2007, es posa punt i final a l’etapa del CFS Pavisa. Molts dels seus jugadors, molts amb passat al desaparegut CE Noia, passen a formar part del FS Sant Sadurní, aportant experiència i reforçant la plantilla.
Aquest canvi es reflecteix també a la banqueta, on després de tres temporades, Joan Anton Milà deixa el càrrec d’entrenador. La direcció tècnica passa a mans de Héctor Garcia-Jordà i Òscar Lorente, amb el primer exercint com a jugador-entrenador, una fórmula que aporta dinamisme i complicitat amb l’equip.
Un altre canvi destacat d’aquella temporada és la modificació dels colors del club. Com si es tractés d’una fusió —encara que formalment no ho va ser—, el club abandona el tradicional blau per adoptar el vermell, color característic del CFS Pavisa i, alhora, heretat del CE Noia. Aquest nou vestuari representa la unió d’aquests dos blocs històrics del futbol sala sadurninenc.
La suma d’aquestes forces va donar fruits immediats: l’equip es va proclamar campió de lliga i va assolir un nou ascens a la Territorial Catalana, que en aquell moment era la màxima categoria del futbol sala a nivell català. Aquest va ser el primer títol de Campió de Lliga en la història del club, un fet que va marcar un abans i un després en la trajectòria del FS Sant Sadurní.    

#### TEMPORADA 2008-2009
El FS Sant Sadurní debuta a la màxima categoria del futbol sala català: la Territorial Catalana. Per afrontar aquest nou repte, s’incorporen jugadors destacats, entre els quals sobresurt Jordi Ollé “Urruti”, porter procedent del Gelida Industrial, que amb el temps esdevindrà una peça clau i una figura molt vinculada al club.
La banqueta continua dirigida per Héctor Garcia-Jordà i Òscar Lorente, amb Héctor mantenint la fitxa de jugador per ajudar l’equip en moments puntuals.
El pas del temps comença a notar-se; els veterans ja no són aquells joves de 21 o 22 anys que van fundar el club l’any 2000, sinó que molts freguen la trentena. En aquest context, s’estableix un conveni de filiació amb l’AE L’Esquitx, que acaba de crear un equip juvenil. Aquesta aliança permet que joves talents de L’Esquitx reforcin el FS Sant Sadurní quan calgui.
Una altra novetat important és la creació del filial, que competirà a Tercera Catalana sota la direcció de José Jiménez, una aposta clara per la continuïtat i el desenvolupament intern del club.
Gràcies al títol de lliga aconseguit la temporada anterior, el club obté per primera vegada el dret a disputar la Copa Catalunya, competició reservada a equips de categoria Nacional i als campions territorials.
Els èxits esportius no s’aturen:
- El primer equip, el Sènior A, aconsegueix un     nou ascens, pujant per primer cop a la seva història a categoria Nacional,     després de finalitzar segon a la Territorial Catalana.
- El filial manté la bona dinàmica i també puja     a Segona Catalana.
- L’equip juvenil de l’AE L’Esquitx, en el seu     primer any, aconsegueix l’ascens a Segona Divisió, amb un planter     molt talentós amb noms com Eric Cano, Xavi Dols, Xavi Castellet, Pol Urpí,     Ivan Mínguez i Sergi Quintana, entre d’altres.

Un dels moments més remarcables de la temporada és el recorregut del FS Sant Sadurní a la Copa Catalunya. Com a campió de la Territorial Catalana, el club entra al quadre amb un coeficient baix, la qual cosa fa que totes les eliminatòries es disputin a casa, al pavelló municipal.
- Tretzens de final (1/32): El rival és el CFS Palau, de Primera Nacional B, categoria superior.     En aquest partit debuta el porter juvenil de L’Esquitx, Àlex Armengol,     que protagonitza una actuació sorprenent i decisiva per a la victòria     local.
- Setzens de final (1/16): L’Escola Pia de Sabadell, equip de Primera Nacional A (actual Segona     B), és el següent obstacle. El partit acaba amb empat i el Sant Sadurní     s’imposa en una ajustada tanda de penals.
- Vuitens de final (1/8): El repte més gran arriba amb el Futsal Mataró, líder de Primera     Nacional B i amb un equip molt potent. Ràdio Sant Sadurní retransmet el     partit en directe. Després d’un empat en el temps reglamentari, la     classificació es decideix novament als penals, amb una tanda èpica de 28     llançaments (14 per equip). Finalment, el Futsal Mataró s’endú el passi     als quarts.

Tot i l’eliminació, el camí del FS Sant Sadurní a la Copa Catalunya és històric: elimina dos equips de categories superiors i només cau en una tanda de penals molt llarga contra el líder destacat. Un autèntic motiu d’orgull per al club i per a Sant Sadurní.   

#### TEMPORADA 2009-2010
La temporada 2009-2010 va ser un moment clau per al Futbol Sala Sant Sadurní després de l’ascens a categoria Nacional. L’arribada de Xavier Varias com a segon entrenador va aportar un nou aire al cos tècnic, mantenint la direcció d’Héctor Garcia-Jordà.
El debut a la nova divisió va ser contra el Prats de Rei a Calaf, amb un empat 4-4 que va demostrar des del primer partit que l’equip estava preparat per competir en un nivell superior.
Finalitzar en la vuitena posició en la primera temporada a Nacional va ser un gran èxit, i va confirmar que el club havia consolidat la seva presència en aquesta categoria exigent.
Un fet destacat d’aquesta temporada va ser el debut de dos jugadors procedents de l’AE L’Esquitx:
- Eric Cano, que debutava com a cadet.
- Xavi Dols, que ho feia com a juvenil.

Aquestes incorporacions de talent jove van ser molt importants, ja que van marcar l’inici d’una relació sòlida i constant entre l’AE L’Esquitx i el FS Sant Sadurní, fent que la cantera es convertís en un pilar fonamental pel futur del club.
A banda de l’èxit del Sènior A, el filial també va tornar a donar alegries amb un nou ascens, aquesta vegada a la 1a Catalana.
I l’equip juvenil de l’AE L’Esquitx, que havia pujat la temporada anterior a la 2a Divisió, va repetir ascens a 1a Divisió, mantenint pràcticament el mateix bloc i confirmant la gran feina feta a la base.      

#### TEMPORADA 2010-2011
La temporada 2010-2011 va ser un repte immens per al FS Sant Sadurní. Amb Ramon Roca i Sònia Caballo al capdavant, el conjunt va afrontar diverses baixes importants que van complicar encara més la situació esportiva. A més, aquesta campanya va coincidir amb una reestructuració de categories que provocava que 5 equips descendissin de manera automàtica de la 1a Nacional B, i hi havia la possibilitat d’un 6è descens, fet que convertia la permanència en una batalla molt dura i exigent.
Tot i que l’equip mostrava un bon joc sobre la pista, els resultats no van acompanyar, generant una tensió afegida dins la plantilla i l’afició. Amb l’inici de la segona volta, Héctor Garcia-Jordà va tornar a agafar les regnes com a entrenador, i malgrat les dificultats, va aconseguir liderar l’equip fins a la salvació.
Finalment, el FS Sant Sadurní va acabar la temporada en una meritòria 10a posició, aconseguint la permanència en una campanya realment complicada. Aquest resultat va ser una gran gesta, ja que la zona de descens començava a partir de la 12a plaça, i evitar-ho va ser un gran èxit per al club.
Pel que fa al filial, que debutava a 1a Catalana després de l’ascens de la temporada anterior, també va assolir la permanència en el seu primer any a la categoria, consolidant així la seva evolució.
L’equip juvenil de l’AE L’Esquitx, que ja s’havia convertit en una referència per a la base, va finalitzar la temporada a la part alta de la 1a Divisió Juvenil, mirant de reüll durant molts moments la possibilitat d’un ascens a la Divisió d’Honor, fet que demostrava el bon estat de forma i la qualitat de la seva generació.  

#### TEMPORADA 2011-2012
Novament sota la batuta d’Héctor Garcia-Jordà, el FS Sant Sadurní aconsegueix la permanència amb certa solvència. Tot i això, comença a notar-se la necessitat d’un relleu generacional, ja que l’equip es va fent gran i cal preparar el futur.
Amb la reestructuració plantejada la temporada anterior —que va provocar tants descensos— la categoria canvia de nom i passa a anomenar-se 3a Nacional (en lloc de 1a Nacional B), mantenint-se però com la quarta categoria estatal.
Pel que fa als resultats esportius, l’equip iguala la classificació de la temporada passada, assolint una meritòria 10a posició. Cal destacar que aquesta va ser, fins al moment d’escriure aquest text, la temporada amb el millor promig golejador a 3a Nacional: un total de 142 gols en 28 jornades, un registre molt significatiu per a un equip de la categoria.
El filial, sota la direcció d’Òscar Lorente, segueix en plena línia ascendent. Aconsegueix la permanència amb una destacada 5a posició en la seva segona temporada a 1a Catalana. Aquest equip ja compta amb molts jugadors provinents de l’AE L’Esquitx, fet que li confereix un gran potencial de futur.
Pel que fa a l’equip juvenil de l’Esquitx, la seva trajectòria continua sent brillant, repetint una posició d’honor amb un 3r lloc a la classificació, tot i que lluny dels dos primers classificats. En aquesta plantilla, després que alguns jugadors finalitzessin la seva etapa juvenil la temporada anterior, ja destaquen noms com Martí Torrellardona, Ivan Mínguez, Adam Perea, Oriol Sánchez, Dani Miravet, Cristian Trigo “Xiwi”, i també Dani Rojano, que a més acabarà incorporant-se al cos tècnic del primer equip.
Per posar en valor la gran tasca de formació de l’AE L’Esquitx, cal destacar que el cadet també militava a la 1a divisió, on va finalitzar en una molt bona 5a posició. Aquest cadet comptava amb jugadors que anys després serien claus al Sènior A, com Oriol Quintana, Pere Canals i Albert Solé.   

#### TEMPORADA 2012-2013
Mica en mica, el bloc que tants èxits havia aportat al club comença a desfer-se, i cada cop són més les cares noves que s’incorporen a l’equip. Malgrat això, es fa un esforç per mantenir un grup competitiu i capaç d’aconseguir bons resultats. Tot i la joventut de la plantilla, es procura donar més presència i importància a la generació provinent de l’AE L’Esquitx, clau per al futur del club.
La temporada arrenca sota la direcció d’Héctor Garcia-Jordà, però aquest abandona l’equip per motius personals cap a les acaballes de la temporada. El seu lloc és ocupat per Jordi Varias, que s’havia retirat com a jugador la temporada anterior.
L’equip acaba en una 11a posició, assolint la permanència un cop més.
Pel que fa al filial, continuant sota la direcció d’Òscar Lorente, aconsegueix la que, fins avui, és la millor classificació històrica del Sènior B, amb una destacada 4a posició a 1a Catalana.
Quant als equips de base de l’Esquitx, es comença a notar el relleu generacional de la fornada que havia assolit grans classificacions a 1a juvenil, i fins i tot havia somiat amb l’ascens a Divisió d’Honor. Tot i això, aquesta temporada el juvenil només aconsegueix la permanència, amb una discreta 10a posició, un resultat positiu però lluny de les fites dels cursos anteriors.
La nota negativa és que aquesta temporada no es va poder configurar un equip a la categoria cadet, un contratemps important per a la continuïtat de la base.  
Del 2013 al 2022

#### TEMPORADA 2013-2014
Aquesta temporada comença marcada per canvis profunds que suposen l’inici d’una nova etapa per al club. El primer gran canvi arriba en l’àmbit institucional: una nova junta directiva pren les regnes, amb Xavi Dols com a president, acompanyat per Miquel Quintana, Carme Gil, Jaume Cinteros i Fèlix Urpí. Tots cinc són pares i mares de jugadores del Sènior A, fet que reforça el seu vincle emocional amb el club i posa de manifest el seu compromís personal amb el projecte. Amb ells, s’obre un nou cicle ple d’energia i il·lusió.
En l’àmbit esportiu, el club aconsegueix incorporar Miquel Alba com a entrenador del primer equip. Disposarà d’una plantilla jove, amb jugadors que fa dues o tres temporades militaven a l’AE L’Esquitx. L’aposta pel talent emergent és clara, però també arriscada, ja que molts d’aquests joves fan ara el salt a la competició nacional. Tot i les dificultats pròpies d’una temporada exigent, l’equip aconsegueix la permanència a la penúltima jornada de lliga.
Pel que fa al filial, i en coherència amb els canvis estructurals al club, es decideix renunciar a la plaça a Primera Catalana i no continuar en competició oficial.
En clau de futbol sala base, arriba una altra notícia negativa: el juvenil de l’Esquitx descendeix de Primera Divisió i, malauradament, desapareix, ja que no es pot configurar un nou equip per a la temporada següent.
Tot i això, hi ha una nota positiva: per primera vegada, l’Esquitx aconsegueix federar un equip aleví. Aquesta temporada, la base estarà representada per un cadet i un aleví, que simbolitzen l’esperança i la continuïtat del projecte.   

#### TEMPORADA 2014-2015
La temporada 2014-2015 va marcar un punt d’inflexió en la trajectòria del club. Després de sis anys competint a categoria nacional, el primer equip va certificar el descens a Divisió d’Honor Catalana. Un fet històric, ja que es tractava del primer i únic descens del primer equip des de la fundació del club.
Malgrat els esforços del conjunt dirigit per Miquel Alba, i una temporada plena d’aprenentatges, la joventut de la plantilla –que ja havia patit l’any anterior per mantenir la categoria– va acabar passant factura. A dues jornades per al final del campionat, el descens es va consumar.
Davant aquest nou escenari, el club va decidir recuperar el Sènior B, després d’haver-hi renunciat la temporada anterior. L’equip es va veure obligat a començar des de Tercera Catalana, però ho va fer amb força i determinació. Amb Òscar Lorente novament a la banqueta, el grup va completar una temporada extraordinària: van aconseguir l’ascens com a campions de lliga, amb només una derrota en tot el curs.
Pel que fa al planter, es va començar a posar les bases d’una nova etapa. Des de l’AE L’Esquitx es van formar nous equips federats, i el club va comptar amb tres equips de base: un aleví, un infantil i un cadet. Tot i ser estructures encara petites, representaven un pas important en el desenvolupament de la base esportiva del club.    

#### TEMPORADA 2015-2016
Després del descens a Divisió d’Honor Catalana, la plantilla jove del primer equip va aprofitar l’experiència adquirida per refer-se i establir les bases del que havia de ser el retorn a la categoria nacional. Com sovint passa en l’esport, cal fer un pas enrere per agafar embranzida, i així va ser.
Aquesta temporada, Jordi Varias es fa càrrec de la banqueta del primer equip, que manté el bloc de jugadors de l’any anterior. El resultat no podria ser millor: el conjunt aconsegueix proclamar-se campió de lliga i, per tant, obté l’ascens de nou a categoria nacional. És el segon títol de lliga de Divisió d’Honor Catalana en la història del club.
Però els èxits no s’acaben aquí. El Sènior B, que havia tornat a competir la temporada anterior, també es proclama campió de lliga —en aquest cas, de la 2a Catalana— i assoleix l’ascens a 1a Catalana. Tres temporades després, el filial torna a competir en una categoria superior.
Una altra novetat destacada de la temporada és la creació d’un equip juvenil totalment gestionat pel FS Sant Sadurní. L’equip, dirigit per Jordi Torra i Eric Cano, competeix per primera vegada i tanca la temporada en 12a posició en una lliga de 15 equips. Malauradament, el projecte no té continuïtat i l’equip desapareix la temporada següent.
Pel que fa a la base gestionada per l’Esquitx, el fet d’heretar el juvenil (que provenia del cadet anterior) fa que es quedin amb dos equips federats: un infantil i un aleví. Tot i la reducció, el treball de formació continua sent una peça clau en el futur del club.   

#### TEMPORADA 2016-2017
Després d’un any a l’“infern” de la Divisió d’Honor Catalana, el primer equip va aconseguir recuperar la categoria de Tercera Nacional. La temporada 2016-2017 suposava el repte de consolidar-se novament a la categoria, i l’equip va respondre amb la millor classificació de la seva història fins aquell moment: una meritòria 6a posició.
Jordi Varias, tècnic de l’ascens, va continuar al capdavant d’un bloc que es mantenia pràcticament intacte. Malgrat això, l’inici de la temporada va estar marcat pels dubtes, i l’equip va arribar a l’aturada de Nadal en zona de descens. Tot va canviar a partir del gener del 2017: l’equip va protagonitzar una reacció espectacular que el va portar fins a la sisena plaça, a només un punt del cinquè classificat.
Pel que fa al Sènior B, el filial debutava a la 1a Catalana amb Jordi Torra a la banqueta. L’equip va aconseguir la permanència amb solvència, finalitzant la lliga en una meritòria 8a posició.
Quant a la base, l’Esquitx tornava a comptar amb tres equips federats, un en cada categoria: cadet, infantil i aleví. Aquest fet confirmava que, mica en mica, la base del club recuperava protagonisme i seguia consolidant-se com a pilar fonamental del projecte esportiu.  

#### TEMPORADA 2017-2018
La temporada 2017-2018 va començar amb força per al primer equip, que iniciava el curs sota la direcció de Martín Requena. L’arrencada va ser fulgurant, però a la cinquena jornada es va produir un canvi a la banqueta: Jacob Bustamante va prendre el relleu. Amb ell, l’equip va consolidar el seu joc i va aconseguir repetir una meritòria 6a posició, igualant el millor registre del club assolit la temporada anterior.
L’equip va mantenir una línia molt positiva durant la primera meitat de la temporada. A la jornada 9, ocupava la 2a posició amb un partit menys, i al final de la primera volta es situava en 3a posició, la millor classificació a mitja lliga de la història del club fins al moment. A falta de 7 jornades per acabar, l’equip seguia tercer, a només 2 punts del segon i a 7 del líder, amb un partit pendent per disputar.
Tanmateix, amb els objectius pràcticament assolits, l’equip es va relaxar en el tram final. En les darreres set jornades va encadenar cinc derrotes i dos empats, tancant la lliga en 6a posició. Una classificació notable, però amb un regust agredolç tenint en compte la gran trajectòria de la temporada.
Pel que fa al filial, novament dirigit per Jordi Torra, també va repetir resultats respecte a l’any anterior, finalitzant en 8a posició a 1a Catalana, consolidant-se en la categoria.
A l’Esquitx, arribaven grans notícies: el Cadet de 3a divisió es proclamava campió de lliga i aconseguia l’ascens a 2a divisió, signant així el primer títol de lliga de base del club. L’Infantil també assolí l’ascens a 2a, però finalment es va renunciar a la plaça per manca de jugadors. L’Aleví va ser qui més va patir, finalitzant en última posició en una temporada que significava el primer any com a federats per a molts dels seus jugadors.   

#### TEMPORADA 2018-2019
La temporada 2018-2019 començava amb bones perspectives per al primer equip, que tornava a estar dirigit per Jacob Bustamante. L’inici de lliga va ser positiu, i l’equip arribava a l’aturada de Nadal situat a la 6a posició, dins del grup capdavanter, amb una diferència de vuit punts respecte al 7è classificat.
Tanmateix, a mesura que avançava la segona volta, es va accentuar una certa irregularitat en els resultats. Amb els objectius pràcticament complerts abans d’hora, l’equip va perdre intensitat competitiva i va acabar la lliga en una discreta 9a posició, una classificació per sota de les expectatives inicials.
Pel que fa al filial, aquesta temporada estava dirigit per Òscar Aguilar. L’equip no va poder repetir els bons resultats d’anys anteriors i va finalitzar en avantpenúltima posició, consumant el descens a 2a Catalana.
Una de les novetats més destacades de la temporada va ser la creació d’un nou equip juvenil, format en gran part pels jugadors que l’any anterior, en etapa cadet amb l’Esquitx, s’havien proclamat campions de lliga. En la seva primera temporada, sota les ordres de Xavi Martínez, l’equip va signar una gran campanya i va acabar en 2a posició, aconseguint així l’ascens a 2a divisió.
Pel que fa a la base, l’Esquitx mantenia tres equips en competició. El cadet competia a 2a divisió i aconseguia la permanència. L’infantil, que jugava a 3a divisió, finalitzava la lliga en una meritòria 3a posició i aconseguia l’ascens com un dels millors tercers. L’aleví, amb molts jugadors recent federats, també va competir a 3a divisió i va mostrar una clara millora respecte a la temporada anterior, en què la plantilla s’estrenava en competició federada.  

#### TEMPORADA 2019-2020
La temporada 2019-2020 arribava marcada per canvis i dificultats des del seu inici. Xescu Cugat assumia la direcció tècnica del primer equip, que, però, es veia condicionat per baixes importants i lesions de pes que afectaven greument el rendiment esportiu. L’objectiu principal era aconseguir la permanència en una categoria cada cop més exigent i competida.
Tanmateix, la temporada quedaria completament alterada per un fet inesperat: la pandèmia de la Covid-19. A principis de març de 2020, totes les competicions quedaven suspeses. En aquell moment, l’equip es trobava en posicions de descens, però la Federació va decretar que, a causa de la cancel·lació de la temporada, no hi hauria descensos.
Pel que fa al filial, després del descens a 2a Catalana la temporada anterior, es va optar per no inscriure l’equip a la competició. Pel que fa al juvenil, que arribava després d’aconseguir l’ascens a 2a divisió, va completar una gran campanya fins a l’aturada, assolint una meritòria cinquena posició i demostrant una bona adaptació a la nova categoria.
La temporada també va suposar un rècord de participació al planter: l’Esquitx comptava amb quatre equips federats, tres d’ells a 2a divisió (cadet, infantil A i aleví), i un quart equip, l’infantil B, que debutava a 3a divisió. Era la primera vegada que el club tenia tants equips federats.
Malauradament, la irrupció de la pandèmia va obligar a suspendre totes les competicions abans de la seva finalització.
Un altre fet rellevant d’aquesta temporada, ocorregut casualment una setmana abans de l’explosió de la Covid-19 a Catalunya, fou que l’AE l’Esquitx, després de 21 temporades oferint servei esportiu al poble de Sant Sadurní, acordés dissoldre’s a final de temporada.
Sense temps per reaccionar i amb l’objectiu d’evitar rumors que poguessin generar dubtes de cara a la temporada següent, Xavier Varias, responsable en aquell moment de la secció de futbol sala de l’Esquitx, es va reunir amb la Junta Directiva, encapçalada per Xavi Dols, per oferir la possibilitat d’heretar tota la tasca desenvolupada fins llavors a l’Esquitx.
La notícia va caure com una bomba durant la reunió. Qui s’havia d’esperar, després de tants anys i de tanta gent passant per l’Esquitx, que s’acordés la dissolució del club? No hi havia dubte que el repte que es presentava era enorme. Es tractava de crear una base sòlida des de categories ben petites, quan fins aquell moment el club havia tingut un Sènior A, moltes temporades un Sènior B, i en els darrers anys un juvenil.
D’entrada, la Junta Directiva va acceptar el repte i la incorporació dels nens i nenes que provenien de l’Esquitx i que volien continuar jugant a futbol sala. Però no deixava de ser una situació complicada per a ells, ja que estaven a punt d’acabar mandat i això, amb només una temporada per davant, generava certa preocupació.
El dimecres 11 de març de 2020, Xavier Varias va reunir a casa seva els responsables més actius de la part esportiva del club: Pol Urpí, Eric Cano, Oriol Quintana, Eloi Cuscó, Marc Escalante i Jordi Torra. Els va comunicar la notícia de la dissolució de l’AE l’Esquitx i, seguidament, els va presentar un esbós del projecte que s’hauria de treballar en secret la resta de la temporada, per tal d’evitar difondre la notícia abans que l’Esquitx no la comuniqués oficialment.
Per si no fos prou, només dos dies després es va aplicar el confinament, fet que complicaria encara més la gestió i la creació d’aquesta futura base del club, que heretaria la feina feta fins aleshores per l’Esquitx.  

#### TEMPORADA 2020-2021
La temporada 2020-2021 va començar encara sota l’ombra de la Covid-19 i amb la confirmació dels fets succeïts en el tram final de la temporada anterior, quan l’AE l’Esquitx va decidir dissoldre’s.
Aquest curs va suposar un creixement notable del projecte del Futbol Sala Sant Sadurní, que va passar de comptar amb només 2 equips a un total de 14. Aquest increment significatiu també va comportar un augment considerable en la complexitat de la gestió, tant pel que fa a la coordinació d’entrenadors per a tots els equips com a l’organització dels horaris d’entrenament i competició. Per tal de donar cabuda a tots els grups, es va incorporar la pista de l’Escola Jacint Verdaguer com a nou espai d’entrenament.
El club va passar a tenir els següents equips:
- 1 sènior
- 2 juvenils
- 2 cadets
- 2 infantils
- 2 alevins
- 1 aleví femení
- 1 benjamí
- 1 prebenjamí
- 1 miniprebenjamí
- 1 escoleta

Onze d’aquests equips estaven federats, destacant especialment la incorporació del primer equip femení (aleví femení).
La pandèmia va marcar una temporada atípica, amb restriccions i mesures estrictes com:
- Prohibició de competir durant períodes llargs
- Prohibició inicial d’entrenar i,     posteriorment, restriccions d’entrenament en espais tancats
- Limitació del nombre de jugadors per     entrenament
- Toc de queda
- Confinaments municipals i comarcals

El Sènior A i la competició nacional
El primer equip va continuar competint a 3a Nacional, tot i la gran incertesa causada per la pandèmia. Mentre que el futbol sala territorial va decidir no iniciar la competició, la territorial nacional es va tirar endavant amb estrictes mesures sanitàries. Els jugadors havien de passar controls preventius setmanals per detectar possibles casos de Covid-19.
El format de la competició es va modificar per adaptar-se a la situació: es va dividir en dues fases, per tal que, en cas d’una nova suspensió, la classificació pogués establir-se amb els resultats de la primera fase. Aquesta primera fase consistia en un grup de sis equips que jugaven una lliga a doble volta. Els tres primers classificats passarien a la segona fase per lluitar per l’ascens a 2a Nacional B, mentre que els tres restants jugarien la fase per evitar el descens a Divisió d’Honor Catalana.
El FS Sant Sadurní va acabar la primera fase en última posició, però es va beneficiar que en la segona fase els punts no s’arrossegaven i tots els equips començaven amb zero punts.
Durant la temporada, Xesco Cugat va ser substituït a la banqueta per Jordi Varias, que va assumir el repte d’intentar salvar la categoria en un any extremadament complicat. El club va travessar moments molt difícils, marcats per múltiples confinaments i, fins i tot, es va plantejar la possibilitat de retirar-se de la competició a causa de les quarantenes obligatòries, que afectaven la vida laboral dels jugadors que havien estat en contacte amb positius de Covid-19.
Una permanència agònica
A la segona fase, l’equip va competir amb força i va arribar a l’última jornada amb poques opcions, però intactes, de salvació. Necessitava guanyar a domicili contra el Torrefarrera, rival directe en la lluita pel descens, i, alhora, que el CFS Rubí, sense res en joc, guanyés al Vacarisses, altre equip implicat en la permanència. D’aquests tres equips, n’hi havia dos que baixarien a Divisió d’Honor Catalana.
El miracle es va produir: el FS Sant Sadurní va golejar 0-4 a domicili, enviant el Torrefarrera al descens, mentre que el Vacarisses va perdre en els instants finals, certificat així una permanència agònica però merescuda.
La base i els protocols
Pel que fa a la base, la competició va tornar a mitjans de març, i es va haver de portar a terme amb la màxima normalitat que les mesures sanitàries permetien. No es va poder fer ús dels vestidors; alguns partits es van jugar a porta tancada i, setmana rere setmana, es van enviar protocols a totes les famílies, tant per a partits a casa com a pistes contràries.
Tot i que en alguns moments els protocols van semblar excessius, a Sant Sadurní es va intentar sempre simplificar-los, dins la normativa PROCICAT. El problema principal va ser la manca d’un protocol únic per a totes les pistes.
A nivell de resultats, es va aconseguir el primer títol de lliga, en concret per part de l’Aleví A a la categoria de 3a catalana. Així com també, un ascens compensat de l’Aleví B per jugar a la temporada següent a 2a divisió.  

#### TEMPORADA 2021-2022
La temporada 2021-2022 va ser un nou període de creixement per al club, que va passar de 14 a 16 equips, dels quals 14 eren federats —tres més que la temporada anterior. Pel que fa a la base femenina, es va duplicar la presència d’equips, passant d’un a dos (infantil i aleví). També va destacar la creació, per enèsima vegada, del Sènior B.
A la banqueta del Sènior A va arribar Albert Conejos, amb l’esperança de viure una temporada més tranquil·la que la precedent. La competició va recuperar el seu format habitual: una lliga de 16 equips a doble volta, on els tres darrers descendien a Divisió d’Honor Catalana.
L’inici de temporada va ser optimista, amb bons resultats, i l’equip va tancar la primera volta en 10a posició, tres punts per sobre dels llocs de descens. Però a l’inici de la segona volta, després d’alguns resultats negatius, Albert Conejos va decidir fer un pas al costat, amb l’equip al límit del descens, empatat a punts amb els equips que ocupaven la zona perillosa.
Van ser setmanes complicades. Jordi Torra, qui donava un cop de mà al Sènior, va agafar la Covid. Durant un parell de setmanes, persones com Eloi Cuscó i Jordi Gay —en aquell moment responsable de les seleccions catalanes— es van oferir per col·laborar i van dirigir els entrenaments, tot i que no podien fer-se càrrec completament de l’equip. Als partits, el tàndem format per Xavi Varias i Dani Rojano va haver d’assumir la direcció, però l’equip va entrar en una dinàmica negativa de resultats i es trobava a l’abisme.
Davant l’emergència del club, es va tornar a contactar amb Jordi Varias, qui finalment va acceptar el compromís de dirigir l’equip fins al final de temporada. El debut no va ser massa esperançador. Es va fer una crida a l’afició, que va omplir el pavelló, però davant un CFS Rubí amb jugadors que posteriorment formarien part del nostre club —Pol Montserrat, Abel Ruiz, Xavi Mata i Jordi Hinojosa— el resultat (0-7) va ser contundent.
Per sort, la permanència estava a pocs punts, fet que va donar força a l’equip. Tot i això, en arribar a l’última jornada, el FS Sant Sadurní es trobava en zona de descens i depenia dels resultats dels rivals per salvar la categoria.
El Sant Sadurní jugava a casa contra l’Andorra, mentre que el rival directe per la permanència, el Solsona, rebia la Penya Esplugues, ja matemàticament campiona de lliga. El Sant Sadurní necessitava un resultat millor que el Solsona per evitar el descens.
A la Triola, la situació no pintava bé: el marcador era advers, 4-6 per a l’Andorra, a falta d’1 minut i 30 segons per acabar el partit. A Solsona, ben entrada la segona part, l’equip local s’havia avançat 1-0.
Però en un gir espectacular, el FS Sant Sadurní va capgirar el marcador en només 34 segons, passant del 4-6 al 7-6. L’eufòria es va desfermar al pavelló, que va acabar embogint quan van arribar notícies de Solsona: la Penya Esplugues havia capgirat el marcador i guanyava finalment 1-3.
Quin final de temporada! Novament, el Sant Sadurní va aconseguir una permanència miraculosa.
Tanmateix, aquesta permanència arribava en un grup que tocava a final de cicle. Un grup que havia defensat amb molta dignitat la samarreta del club, tot i instal·lar-se en el patiment de veure’s constantment prop del descens, enmig de la pressió que comportava aquesta situació quan, en teoria, el futbol sala hauria de ser una font de plaer i diversió. Feia tres anys que l’equip salvava la categoria, i cada any semblava més miraculós que l’anterior. Tot plegat va generar un desgast considerable a la plantilla. De cara a la temporada següent, només l’Eric Cano, el Martí Mitjans i l’Albert Solé van decidir continuar, en un projecte que tocava fons. A més, la junta acabava mandat el 30 de juny.
S’havia salvat la temporada, però amb una inèrcia negativa acumulada. Tant és així que només dos jugadors i un porter van voler seguir.
Pel que fa al Sènior B, l’equip no va passar de la 6a posició en el seu primer any a 3a catalana, després del retorn.
També cal destacar, a nivell de base, l’ascens de l’Infantil A a 2a divisió, després de quedar 2n de lliga. Posteriorment, van arribar ascensos compensats: l’Aleví A, en la seva estrena a 2a divisió, va obtenir una gran 3a plaça que li va permetre ascendir a 1a; i el Cadet, que tot i acabar 4t a la lliga, es va beneficiar també d’un ascens compensat, per ascendirà 2a.
Així que, de cara a temporada següent tots els equips de base ‘A’ jugarien com a mínim a 2a divisió:
·        Juvenil A – 2a divisió
·        Cadet A – 2a divisió
·        Infantil A – 2a divisió
·        Aleví A – 1a divisió
Finalment, si la temporada anterior el Benjamí era l’equip més petit federat, aquest curs es van incorporar fins a dos equips Prebenjamins al gener. Això va fer que, al final de la temporada, tots els 16 equips del club fossin federats.
A la Copa Catalunya de base, destaquem 2 resultats el de l’Aleví A i el de l’Infantil A que varen arribar a superar fins a 3 eliminatòries, i caient en la 4a, a 1/32 de final. En el record queda un pavelló a vessar un dimarts al vespre, per veure l’Aleví A enfrontar-se al FS Covisa Manresa B, que va acabar amb un ajustat 4-5.   
Del 2022 al 2025

#### TEMPORADA 2022-2023
La temporada s’enceta amb un canvi de junta directiva. Jugatx Barrera pren el relleu de Xavi Dols a la presidència, i junt a ella, l’acompanya una directiva majoritàriament plena de mares de jugadors de la base: Montse Juan, Lidia Flores, Silvia Ventura, Montse Carbó, Nuria Matamoros i Silvia Torelló i també, Alonso Medina, com a únic pare.
A nivell d’instal·lacions, es pacta amb l’escola de la Pau la utilització de la seva pista descoberta, afegint-se així a les altres que ja està utilitzant el club amb els seus diferents equips de base.
La base del club modera el seu creixement, mantenint-se amb 16 equips per la següent temporada, tots ells federats igualant d’aquesta manera els números de la temporada anterior.
En l’apartat esportiva del primer equip, aquest queda renovat de dalt a baix. Arriba Jose Rodriguez a la banqueta, qui havia estat ex-jugador de 1a divisió Nacional amb Indústrias Santa Coloma. I a la pista jugadors experimentats i amb molt talent com Pol Montserrat, Xavi Mata, Abel Ruiz i Jordi Hinojosa, juntament amb jugadors sorgits de la base com Roger Duran, Marc Castells, David Sanchez i Roger Ferreres. A aquests, se’ls va unir dos jugadors de Gelida, el Rachid i el Pol Fernandez. Així doncs, Eric Cano, Martí Mitjans i Albert Solé es mantenien com a columna vertebral de l’equip i com a únics representants de l’anterior etapa.
Va ser un bon any a nivell de resultats. Tanmanteix, per un problema d’alineació, la temporada va començar amb una pèrdua de punts als despatxs en la jornada 1 de lliga, després d’una alineación indeguda. El 5-4 que s’havia aconseguit a pista contra el EFS Balaguer Comptat Urgell, va acabar sent un 0-6, i un gerro d’aigua freda al nou projecte. 
El grup es va anar refent, fins al punt d’acabar la temporada en 4a posició, la millor classificació del club en aquestes 25 temporades. Era el moment de mirar enrere i valorar, després de 3 temporades salvades agònicament, el treball que s’havia fet, com s’havia patit per arribar fins aquí i tenir una temporada tranquil·la. I tant que si tranquil·la, que finalment, va acabar sent la millor de tota la història.
A més a més, a Copa Catalunya es va emular la de la temporada 2008-2009, arribant fins als 1/8 de final de la Copa i caient contra un potent FS Covisa Manresa de la 2a divisió nacional B.
- Cent vint i vuitens de final (1/128): Abans de l’aturada de nadal, l’equip superava al Gelida Industrial     (2-8) de la 2a divisió catalana
- Seixanta quatrens de final (1/64): El rival, era el Meditarrani de Cambrils, de la Divisió d’Honor de     Tarragona. El resultat va ser de 2-5
- Trenta dosens de final (1/32): Victòria a la pista de l’UFS Martorell de la 2a catalana (1-6)
- Setzens de final (1/16): Ja amb el factor pista favorable, s’aconseguia derrotar a l’Alforja,     també de la 3a nacional en un partit molt ajustat (3-2)
- Vuitens de final (1/8): Partit que es va viure com una festa al pavelló vista la trajectòria     de l’equip i el premi d’enfrontar-se a un rival potent com el Manresa. El     resultat va ser molt contundent i en contra dels nostres (1-9).

En quant al filial, aquest millorava els resultats de la temporada anterior, finalitzant en 5a posició a 3a catalana.
En la resta de la base, els resultats més  destacats foren el 5è lloc del Cadet A estrenant categoria de 2a divisió. La permanència de l’Infantil A, qui també estrenava categoria a 2a divisió, i amb molt de patiment (permanència a la última jornada) la de l’Aleví A a la 1a divisió.
A la base femenina, destacada actuació de l’Aleví Femení qui acabaria aconseguint el subcampionat de lliga.
A la Copa Catalunya de base, també destaquem la de l’Aleví Femení, que va caure als quarts de final contra l’Olesa per la mínima (1-2).

#### TEMPORADA 2023-2024
El club incrementa els seus equips, i passa a tenir-ne 20, dinou d’ells federats. S’incorpora la figura del Coordinador Esportiu que recau en Pol Montserrat, jugador del primer equip, i amb qui s’intentarà donar un toc de qualitat a la base, per tal de que no es quedi estancada.
A nivell d’instal·lacions, s’incorpora la pista de l’Institut Jacint Verdaguer per seguir podent donar cabuda als diferents equips de la base, així com també s’incorpora el pavelló municipal del Pla del Penedès per a disputar-hi partits de lliga.
El club inicia unes tecnificacions de porter i és, de fet, al Pla del Penedès a on es realitzen aquests entrenaments específics pel rol de porter.
Un cop consolidat el projecte iniciat la temporada anterior, el Sènior A segueix de la mà del Jose Rodriguez. Poques són les cares noves, i potser el més destacat és la retirada del Martí Mitjans.
S’arriba a la meitat de lliga en una posició relativament còmode, 9ns a 5 punts del 4t lloc obtingut la temporada anterior i a 8 del descens. Aquesta posició millora a les dues primeres jornades de la 2a volta, amb dues bones victòries, i ja situant-se en 5a posició igualat a punts amb el 4t classificat, i a 10 punts del descens. Però el fet de tenir la feina gairebé feta va desembocar en un relaxament considerable. L’equip a partir de llavors va encadenar 8 derrotes consecutives situant-se a tan sols 1 punt del descens a falta de 5 jornades per a la finalització de la lliga. Un empat i dues victòries consecutives van acabar donant una permanència a manca de 2 jornades per a la finalització de la lliga, que 2 mesos abans es veia pràcticament feta, però que una mala ratxa havia fet replantejar els objectius.
Finalment, l’equip acaba en la 13a posició, només un lloc per sobre els 3 de descens.
Aquesta va ser la temporada de l’adéu dels 2 últims sobrevivents dels últims anys. Si Martí Mitjans ho havia deixat la temporada anterior, aquest era el torn de l’Eric Cano i l’Albert Solé.
Pel que fa al filial, amb el Sènior B es va gestionar un projecte per ascendir a 2a catalana. Per  fer-ho, s’ajudaria dels jugadors sub23 del Sènior A, que reglamentàriament poden pujar i baixar il·limitadament. L’equip aconseguiria l’objectiu i aconseguia l’ascens a la 2a catalana com a 2n classificat.
També es va crear un Sènior C. Esportivament no va ser un bon any, però es va donar cabuda a un seguit de jugadors que volien continuar jugant al futbol sala a nivell federat.
I pel que fa a la resta de la base, en destaquem el títol de lliga del Benjamí A, el segon títol de la base del club.
També destaquem el descens de l’Aleví A de 1a a 2a, en un grup que malgrat la dificultat del repte van lluitar per aconseguir la permanència fins ben bé el final de lliga.
I els subcampionats del Prebenjamí i de l’Aleví Femení.
Pel que fa a la Copa Catalunya, l’Aleví Femení torna a caure als quarts de final, de nou contra l’Olesa i de nou pel mateix resultat (1-2), quedant-se a les portes de les semifinals. 
També destaca la Copa del Prebenjamí, arribant fins als 1/16 de final i caient davant el CFS Molins99 per un resultat ajustat (5-4)   

#### TEMPORADA 2024-2025
Pendent.